# Technologic
〈Technologic〉은 프랑스의 전자 음악 듀오 다프트 펑크의 곡이다. 2005년 6월 14일 두 번째 싱글로 발매되었다. 〈Technologic〉 뮤직 비디오는 다프트 펑크가 감독했다.

## 구성
이 노래에서, 전자적으로 전치된 목소리는 기술적 명령을 외친다. 예를 들어, "Touch it, bring it, pay it, watch it, turn it, leave it, stop, format it(터치하고, 가져오고, 지불하고, 보고, 돌리고, 놔두고, 멈추고, 포맷하라)"는 리듬을 맞춰 말한다.
보컬의 일부는 변경되어 스위즈 비츠가 프로듀싱한 버스타 라임스의 싱글 〈Touch It〉에 사용되었다. 그 후, 〈Technologic〉과 〈Touch It〉의 요소들이 다프트 펑크의 라이브 음반 《Alive 2007》에 실렸다.
2015년 영국 싱글 차트에서 13위에 오른 한나 원스 싱글 〈Rhymes〉의 보컬도 일부 변경되었다.
두아 리파가 2020년 11월 27일 스튜디오 2054 라이브 스트림 콘서트를 통해 〈Hallucinate〉라는 곡의 보컬 일부를 샘플링하였다.

## 뮤직 비디오 및 기타 미디어
〈Technologic〉의 뮤직 비디오는 〈Fresh〉와 〈Robot Rock〉에 이은 다프트 펑크의 세 번째 감독이다. 이 영상에는 피라미드를 테마로 한 무대에서 기마누엘 드 오멩크리스토와 토마 방갈테르가 싱글 커버에 나오는 베이스 기타를 연주하는 모습이 담겨 있다. 가사가 무대 위의 텔레비전 모니터에서 개별 텍스트 단어들로 번쩍인다. 이 영상에는 노래 가사를 외우기 위해 등장하는 로봇 캐릭터가 등장한다. 이 캐릭터는 이 듀오 사이의 점멸하는 화면 앞에 위치하며 나중에 어두운 방에서 텔레비전에서 자신을 시청한다. 이 로봇은 알터리언 주식회사의 토니 가드너와 그의 팀에 의해 만들어졌다. 뮤직 비디오는 《Musique Vol. 1 1993–2005》의 CD와 DVD 에디션에 포함되어 있다.
영상에 사용된 피라미드 디자인은 다프트 펑크의 라이브 공연에서 사용된 《Alive 2006/2007》 투어 계획과 유사하다. 번쩍이는 서정적인 텍스트는 그들의 쇼에 사용되는 대형 발광 다이오드 디스플레이의 라이브 버전인 〈Technologic〉와 통합되어 있다. 드 오멩크리스토는 "〈Technologic〉 비디오에서 이 작은 로봇이 피라미드 안에 있고 우리는 우리 둘이 더 큰 피라미드에 있는 것이 재미있다고 생각했다"고 말했다.
이 노래는 2005년 여름에 보여진 아이팟 광고에 실렸다. 2005년 초에 브라질에서 방영된 모토로라 E398 휴대폰 광고에도 실렸다. 게다가, 이 노래는 《The O.C.》의 에피소드에 실렸다. 2009년에는 링컨 MKS 광고와 알파로메오 미토 TV 광고에 사용되었다. 이 곡은 iOS 게임 《탭 탭 리벤지》와 《탭 탭 댄스》에서 플레이 가능한 트랙으로, 비디오 게임 《DJ 히어로》를 위해 샘플링되었다. 2008년 2월 7일, 《아메리카 베스트 댄스 크루》의 에피소드에서, 크루 카바 모던은 이 곡의 마스터 믹스에 맞춰 공연했다. 〈Technologic〉는 또한 《댄스 센트럴 2》 게임에도 나왔다. 2013년 6월, 스탠리 컵 결승전을 치른 후, 이 곡은 마이크 에릭 아나운서의 패스 콜과 슈팅 콜의 컴필레이션 비트로서 사용되었다.

## 곡 목록
| #  | 제목                                         | 재생 시간 |
| -- | -------------------------------------------- | --------- |
| 1. | 〈Technologic (Radio Edit)〉                 | 4:43      |
| 2. | 〈Technologic (Basement Jaxx Kontrol Mixx)〉 | 5:29      |

| #  | 제목                                     | 재생 시간 |
| -- | ---------------------------------------- | --------- |
| 1. | 〈Technologic〉                          | 4:43      |
| 2. | 〈Technologic (Vitalic Remix)〉          | 5:24      |
| 3. | 〈Technologic (Peaches No Logic Remix)〉 | 4:35      |
| 4. | 〈Technologic (비디오)〉                 |           |

| #  | 제목                                         | 재생 시간 |
| -- | -------------------------------------------- | --------- |
| 1. | 〈Technologic〉                              | 4:43      |
| 2. | 〈Technologic (Peaches No Logic Remix)〉     | 4:35      |
| 3. | 〈Technologic (Vitalic Remix)〉              | 5:24      |
| 4. | 〈Technologic (Basement Jaxx Kontrol Mixx)〉 | 5:29      |